# Wani Swaka Lo Buluk
Wani Lodu Swaka Lo Buluk (9 giugno 2001) è un cestista australiano.

## Carriera

### Nazionale
Nel 2019 ha partecipato, con la nazionale Under-19 australiana, al Mondiale di categoria, disputato in Grecia. Nel 2022 ha vinto, con la nazionale australiana, la medaglia d'oro ai Campionati asiatici.

## Palmarès
- Campionato australiano: 3

Perth Wildcats: 2018-2019, 2019-2020
Sydney Kings: 2021-2022